# Trichocéphalose
 Mise en garde médicale
La trichocéphalose ou trichiurose est une maladie parasitaire intestinale des mammifères, par un ver rond, nématode du genre Trichuris, ou trichocéphale. Chez l'Homme, elle est due à Trichuris trichiura, long de 30  à   50 mm.
C'est une parasitose cosmopolite, extrêmement répandue, le plus souvent sans aucun symptôme, et mineure dans les pays tempérés et développés. Dans les pays tropicaux, régions rurales pauvres en situation de péril fécal, l'infestation peut être massive et grave, notamment chez l'enfant.
Elle fait partie de la liste des maladies tropicales négligées de l'OMS, en entrant dans le cadre des trois principales helminthiases transmises par le sol, avec l'ascaridiose et l'ankylostomose.

## Histoire

### Premières descriptions
Cette parasitose existe au moins depuis le néolithique. Des œufs de T. trichuria sont retrouvés dans des coprolithes humains sur des sites archéologiques, dans l'Ancien comme dans le Nouveau Monde,. Ils se retrouvent aussi dans des sépultures, des restes humains momifiés, comme la momie Ötzi (Europe occidentale), ou dans des latrines historiques.
Ces données suggèrent que T. trichiura a accompagné les migrations humaines préhistoriques sur tous les continents, partout où les conditions climatiques ont permis la reproduction de son cycle de vie.  
La première mention médicale de cette parasitose parait être celle de Jean Baptiste Morgagni (1682-1771) dans Epistolae anatomicae (XIV, 42) publiées en 1740. 
Une description précise du trichocéphale est le fait de Johann Georg Roederer (de)(1726-1763) et de Carl Gottlieb Wagler (de) (1731-1778). Elle est publiée dans leur ouvrage De morbo Mucoso (1762) qui rassemble les observations faites lors d'une épidémie de typhoïde, traduites  en français sous le titre Traité de la maladie muqueuse (1806).
En 1771, Carl Von Linné (1707-1778) propose de l'appeler Ascaris trichiura (en grec « Ascaris à la queue fine comme un cheveu »), mais il se trompe en prenant la partie céphalique plus fine comme une partie terminale. Aussi plusieurs dénominations différentes ont cours au XIXe siècle comme  trichocephalus hominis ou trichocephalus dispar ; la dénomination définitive Trichuris Trichiura ne sera fixée qu'en 1941.

### Données modernes
Parmi les auteurs qui ont étudié le trichocéphale, on trouve Karl Asmund Rudolphi (1771-1832), qui montre l'existence d'infestations massives, et Casimir Davaine (1812-1882) qui montre que l'œuf éliminé par les selles n'est pas embryonné, et qu'il peut survivre plusieurs années dans des conditions favorables d'humidité. Davaine est aussi l'un des premiers à pratiquer le diagnostic par la recherche d'œufs dans les selles.
Salvatore Calandruccio (it) (1858-1908), qui travaillait dans le laboratoire de  Giovanni Battista Grassi (1854-1925), a analysé ses propres selles pendant 6 mois, pour être certain qu'il n'était pas infesté par un trichocéphale. Il avale alors des œufs embryonnés, et analyse de nouveau ses selles. Il retrouve en moins d'un mois des œufs non embryonnés de nouvelle génération. Ces résultats ont été repris par Grassi qui publia les travaux de son élève comme s'ils avaient été les siens.
Le génome complet de Trichuris trichiura est publié en 2014.

## Morphologie
La forme adulte de Trichuris trichiura est celle d'un ver rond, long de 3 à 5 cm, de couleur variant du blanc au rougeâtre, d'aspect caractéristique.
La tête ou partie antérieure est  filiforme de 100 μ de diamètre (d'où son nom tricho- fil ou cheveu, et cephalo- tête), représentant les 3/5 de la longueur totale. La partie postérieure est plus courte, plus épaisse, renflée « en banane » ou en « manche de fouet » de 500 μ,,. 
Le mâle se distingue en étant légèrement plus petit que la femelle, avec une partie postérieure enroulée en crosse.  
Les œufs sont à double coque épaisse, brun jaune, de 50 à 55 μ de long et 25 μ de large, en forme typique de « citron » avec un bouchon muqueux à chaque pôle,.

## Épidémiologie
La trichocéphalose est la première ou la seconde (selon les régions) des trois géohelminthiases (verminoses intestinales transmises par le sol) classées par l'OMS comme faisant partie des maladies tropicales négligées, les deux autres étant l'ascaridiose et l'ankylostomose.
Trichuris trichura est un parasite strictement humain et cosmopolite, mais plus fréquent en climat chaud et humide. Son importance est très variable selon les régions, tant par l'intensité de la parasitose que par le pourcentage de sujets atteints. 
En France, on trouve moins de dix vers par malade, et jusqu'à plusieurs centaines ou milliers dans les pays tropicaux. De même des études régionales indiquent une prévalence de 23 % au Viêtnam, 55 % dans certaines régions du Sud des États-Unis, jusqu'à plus de  90 % d'infestations dans certains foyers tropicaux (par exemple Malaisie).
Cette parasitose est plus fréquente dans les régions rurales les plus pauvres (utilisation d'eaux usées ou d'engrais humains en agriculture). Elle touche plus souvent les enfants (formes symptomatiques) que les adultes (formes sans symptômes), ce qui semblerait indiquer une immunité acquise partielle après expositions multiples. Enfin, des facteurs génétiques pourraient expliquer les différences de susceptibilité à la trichocéphalose (infections plus fréquentes ou plus massives dans les mêmes conditions).
Parmi les 1 050 millions de personnes infectées dans le monde par Trichuris trichiura, on trouve 114 millions de petits enfants et 233 millions d'âge scolaire,  220 millions de personnes présentaient des formes symptomatiques de cette verminose cosmopolite occasionnant 10 000 décès annuels, selon l'OMS.

## Biologie
Les trichocéphales sont des nématodes ovipares, parasites de l'intestin. On ne connait pas exactement leur longévité qui serait de quelques années (de un à cinq ans, voire dix ans).

### Cycle

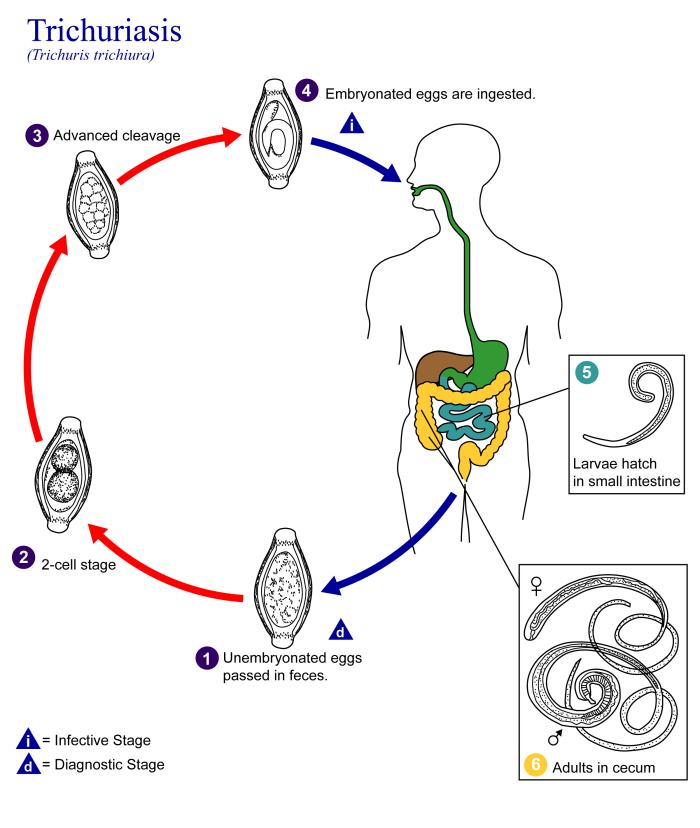
Cycle évolutif du Trichuris trichiura.

Le cycle est direct et très simple, sans hôte intermédiaire.
Les œufs embryonnés sont avalés avec l'eau, les aliments souillés de terre (fruits et légumes non lavés), ou par les mains sales. L'œuf est dissout et la larve est libérée au niveau de l'intestin. Elle reste enfouie dans les villosités intestinales pendant environ deux à trois jours, jusqu'à ce qu'elle soit complètement développée, en quatre stades larvaires (L1 à L4) et cinq mues ; puis elle migre vers le cæcum,.
Devenus adultes, les individus s'accouplent. Hématophages, les trichocéphales s'installent sur la muqueuse du cæcum et de l'appendice, fixés par la partie antérieure effilée ou stichosome, fichée « en séton » jusqu'à la sous-muqueuse.
Les femelles commencent à pondre environ un à deux mois après l'ingestion infestante, de plusieurs milliers jusqu'à 30 000 œufs par jour.
Les œufs sont éliminés avec les selles. Très résistants, ils évoluent dans le sol où ils se développent, d'abord en un stade à 2 cellules (œuf segmenté), jusqu'à la formation complète de l'embryon. Il n'y a pas d'auto-infestation possible, puisque les œufs, non embryonnés à la ponte, doivent séjourner dans le milieu extérieur pour devenir infestants.
La durée de ce processus extérieur varie en fonction du climat et des différents types de sol. Dans les zones tempérées, les œufs ne sont embryonnés qu'au bout de six à douze mois, alors que dans les régions tropicales, en conditions optimales (chaleur et humidité), les œufs sont embryonnés dans un laps de temps bien plus court, de l'ordre de 15 jours à un mois.
Une fois embryonnés, les œufs peuvent demeurer plusieurs années dans le sol ou l'humidité avant d'être ingérés par des humains. Grâce à leur coque de protection, ils peuvent résister aux agents atmosphériques, en particulier au froid, mais pas à la chaleur sèche (ils sont détruits par dessication).

### Contamination et autres données
La contamination se fait par ingestion des œufs embryonnés du parasite, notamment en situation de péril fécal dont l'utilisation d'engrais humain pour les cultures maraîchères. Il n'existe pas de contamination directe interhumaine, puisque les œufs doivent séjourner d'abord dans le milieu extérieur, au moins trois semaines dans le meilleur des cas.
Des insectes peuvent être porteurs mécaniques d'œufs de T. trichuria : mouches Cyclorrhaphas non mordantes comme Musca domestica, blattes... mais ces œufs ne sont pas toujours infectants, et leur rôle épidémiologique n'est pas démontré,.
Classiquement, les humains sont le seul réservoir de T. trichiura, mais les données zoologiques (classifications complexes) ne concordent pas toujours avec les données médicales (biologie simplifiée, à incidence médicale pratique),.  
De plus, l'avènement de la biologie moléculaire, et de techniques comme la PCR, amènent à mieux reconnaitre des espèces de Trichuris et à distinguer de nouvelles sous-espèces. Par exemple, T. trichiura considéré comme strictement humain, peut se retrouver (sous-espèce ?) chez des primates non humains en captivité ; des chiens, classiquement parasités par T. vulpis, peuvent aussi héberger des œufs de T. trichiura ; des œufs de T. suis parasitant classiquement le porc peuvent être présents chez l'homme. Mais là encore, l'importance épidémiologique est discutée, la transmission zoonotique relevant plutôt d'une potentialité à surveiller,,,.

## Pathogénie
Lorsque le stichosome (partie effilée constituant l'équivalent du pharynx chez les nématodes)  pénètre la sous-muqueuse digestive, il provoque une inflammation locale avec une perte sanguine de l'ordre de 0,005  mL par ver et par jour. S'y associe une gêne mécanique au péristaltisme intestinal.
La présence de nématodes du genre Trichuris induit une réponse immune de type Th2 (lymphocyte T auxiliaire, Th de type 2), qui par elle-même aurait un effet protecteur théorique contre les réponses de type Th1 qui caractérisent des maladies inflammatoires de l'intestin, comme la maladie de Crohn. D'où l'existence de traitements expérimentaux de ces maladies par des œufs de Trichuris suis.

## Clinique
Les manifestations cliniques dépendent de l'intensité de l'infestation. En général 90 % des sujets infectés sont asymptomatiques (sans aucun symptôme).
Dans les pays tempérés et développés, la trichocéphalose est relativement fréquente, mais le plus souvent mineure (moins de dix vers par patients). L'affection est le plus souvent silencieuse et bien supportée, et de découverte fortuite lors d'examens coprologiques systématiques, par exemple lors d'un bilan du personnel des industries alimentaires.
Dans les pays tropicaux, surtout en situation de péril fécal, lorsque l'infestation est plus importante, elle se manifeste par des douleurs abdominales, des diarrhées, une pâleur, un nervosisme...
Dans des cas plus exceptionnels d'infestation massive (plusieurs centaines, voire plusieurs milliers de vers chez un même sujet), surtout chez l'enfant malnutri, des troubles graves apparaissent. La diarrhée prend la forme d'un syndrome dysentérique (diarrhée douloureuse, abondante et muco-sanglante). Non traitée, elle évolue vers un syndrome anémique (anémie ferriprive) et un retard de croissance chez l'enfant. Au maximum, une infestation massive peut provoquer un prolapsus rectal,,.
L'existence d'une appendicite à trichocéphales est discutée, la présence éventuelle de ver dans une pièce opératoire n'étant pas forcément causale.

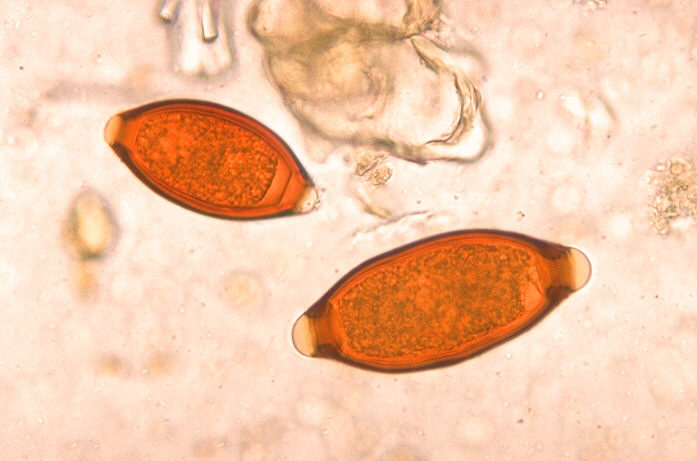
photomicrographie d'œufs de Trichuria trichuris et de Trichuria vulpis (le plus grand des deux) dans un même échantillon.

## Diagnostic
Le bilan sanguin peut montrer, de façon inconstante, une hyperéosinophilie modérée. Lorsqu'elle est présente, et en dehors d'affections allergiques, elle doit orienter vers une parasitose intestinale et faire demander un examen des selles. Il n'existe pas de sérodiagnostic de la trichocéphalose.
Le diagnostic se fait par la découverte des œufs caractéristiques dans les selles (examen parasitologique des selles) ou sur pièce opératoire après appendicectomie. Une coloscopie peut parfois faire le diagnostic.
La numération des œufs de trichocéphales permet d'évaluer la charge parasitaire d'un patient : cent œufs par gramme de selle correspondent approximativement à la ponte d'un ver, mais ce nombre d'œufs par ver est en relation inverse du nombre de vers (plus il y a de vers, moins ils pondent). Plus de cent mille œufs par gramme de selle correspondent à une infestation massive.

## Traitement
Classiquement, l'abstention thérapeutique était de mise pour les formes asymptomatiques découvertes de façon fortuite,. Au début du XXIe siècle, même pour ces formes, le traitement est jugé utile pour éviter une éventuelle complication.
L'albendazole et le mébendazole, par voie orale, permettent l'éradication du parasite mais plusieurs cures sont parfois nécessaires. L'association oxantel-albendazole serait plus efficace, le premier pouvant être utilisé également seul.
La prévention primaire repose sur l'hygiène collective (toilettes et égouts adéquats,  accès à l'eau potable...) et personnelle (lavage des mains et hygiène alimentaire). En région endémique (zone tropicale), ne boire que de l'eau filtrée ou minérale en bouteille, éviter les crudités, nettoyer, laver et peler les fruits et légumes.
En prévention secondaire, la chimioprévention de masse (comme une dose unique de mébendazole, une ou deux fois par an) chez les enfants d'âge scolaire a donné de bons résultats dans des régions hyperendémiques, au Brésil, en Afrique, et en Asie du Sud-Est. Malgré les critiques faites (résultats transitoires, risque d'apparition de chimiorésistance),, c'est la méthode recommandée par l'OMS. 

## Autres trichocéphaloses
En 2015, le genre Trichuris comprend 16 espèces parasitant divers mammifères. Du point de vue évolutionniste, on ne sait pas encore si les espèces retrouvées chez les animaux domestiques ou commensaux de l'homme ont divergé avant ou après Trichuris trichiura (parasite humain). Les Trichuris non humains les plus étudiés sont ceux des porcins et des canidés.
Trichuris suis parasite porc et sanglier. C'est l'espèce la plus proche de Trichuris trichiura. Sa longévité est de l'ordre de 4 à 5 mois. Il peut parasiter d'autres espèces, dont l'homme, mais de façon brève et silencieuse. Il est rare ou absent dans les régions arides, très chaudes ou très froides. 
Trichuris vulpis parasite les canidés. Sa distribution géographique est similaire à celle des Trichuris humains et porcins. Sa longévité chez les chiens est de l'ordre de 16 mois. Des cas humains à T. vulpis (troubles abdominaux, diarrhées) ont été rapportés en Inde et au Mexique, en zone urbaine pauvre et surpeuplée. Des cas seraient signalés en Italie, en Pologne, et aux États-Unis. Le diagnostic coprologique est discuté, car difficile à établir sur une seule base morphologique (dimensions moyennes),.
D'autres espèces de Trichuris parasitent les chats (T. campunala, T. serrata), les rongeurs (T. muris, T. arvicolae), les ovins (T. ovis, T. skrjabini), les bovins (T. discolor), les lapins (T. leporis), les camélidés (T. globulosa, T. tenuis).